# Melitopol (stacja kolejowa)
Melitopol (ukr. Станція Мелітополь) – stacja kolejowa w Melitopolu, w obwodzie zaporoskim, na Ukrainie. Jest częścią administracji Kolei Naddnieprzańskiej. 

## Historia
Stacja została otwarta w 1874 roku, równocześnie z otwarciem linii kolejowej. Linia Aleksandrowsk - Melitopol zaczęła działać w dniu 28 czerwca, a linia Melitopol - Symferopol w październiku 1874 roku.
Podczas wojny domowej w jednym z budynków stacji znajdowała się siedziba dowódcy frontu południowego Michaiła Frunzego. Podczas II wojny światowej w październiku 1943 roku budynek został zniszczony.
W 1955 wybudowano nowy budynek. Otwarcie stacji zaplanowano na 7 listopada, jednak nie dotrzymano tego terminu, a stacja została oddana do użytku 4 grudnia.

## Linie kolejowe
- Linia Fedoriwka – Nowoołeksijiwka